# 梅德尼奇

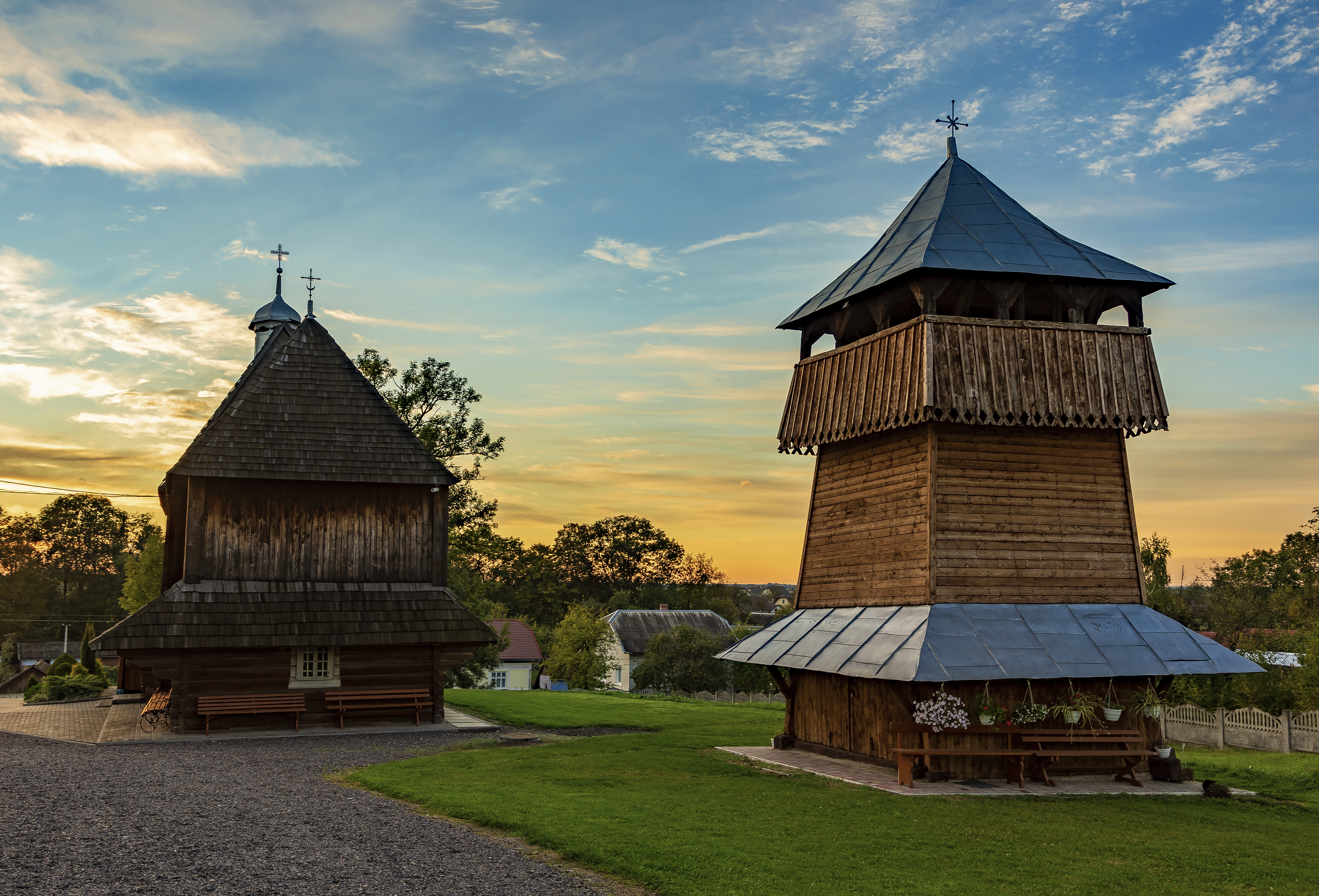
当地教堂

梅德尼奇（羅馬化：Medenychi）是烏克蘭西部利沃夫州德羅霍貝奇區梅德尼奇市镇内的鎮，及该市镇的行政中心。處於利特尼揚卡河畔，始建於1395年，面積60平方公里，2011年人口3,361，人口密度每平方公里56.02人。